# Square Auguste-Mariette-Pacha
Le square Auguste-Mariette-Pacha est un espace vert du 5e arrondissement de Paris.

## Situation et accès
Le square est situé sur la partie est de la place Marcelin-Berthelot, devant le Collège de France.
Il est desservi à proximité par la ligne 10 à la station Maubert-Mutualité.

## Historique
Ce square, pris sur l'emprise de l'espace vert créé en 1910 devant le Collège de France le long de la rue des Écoles (à gauche de la place Marcelin-Berthelot, où se trouve une statue de Claude Bernard), est inauguré le 15 juin 1983 sous le nom de l'égyptologue Auguste-Édouard Mariette (1821-1881).
Sa partie occidentale, au-delà de l'escalier central qui le traverse, est renommée « square Michel-Foucault » en 2005, en l'honneur du philosophe Michel Foucault, qui professa dans l'institution. La partie orientale du square, dans laquelle se trouve la statue du poète Pierre de Ronsard, est renommée square Yves-Coppens en 2024, en l'honneur du paléontologue Yves Coppens, qui professa lui aussi au Collège de France pendant plus de 20 ans. Son bureau, situé au premier étage de l'aile est de la cour d'honneur, donnait quasiment sur le square.

## Éléments particuliers
Cet espace vert possède un arbre classé remarquable avec son Phellodendron amurense (arbre au liège de l'Amour) planté en 1925 et mesurant, en 2011, 14 mètres de hauteur et 1,80 mètre de circonférence.
Plusieurs statues ornent historiquement le square, dont une statue en pierre de Pierre de Ronsard réalisée en 1928 par Aristide Rousaud (désormais dans le square Yves-Coppens) et une de Claude Bernard réalisée en 1946 par Raymond Couvègnes. La statue de Dante (désormais dans le square Michel-Foucault) a été réalisée en bronze par Jean-Paul Aubé en 1882.

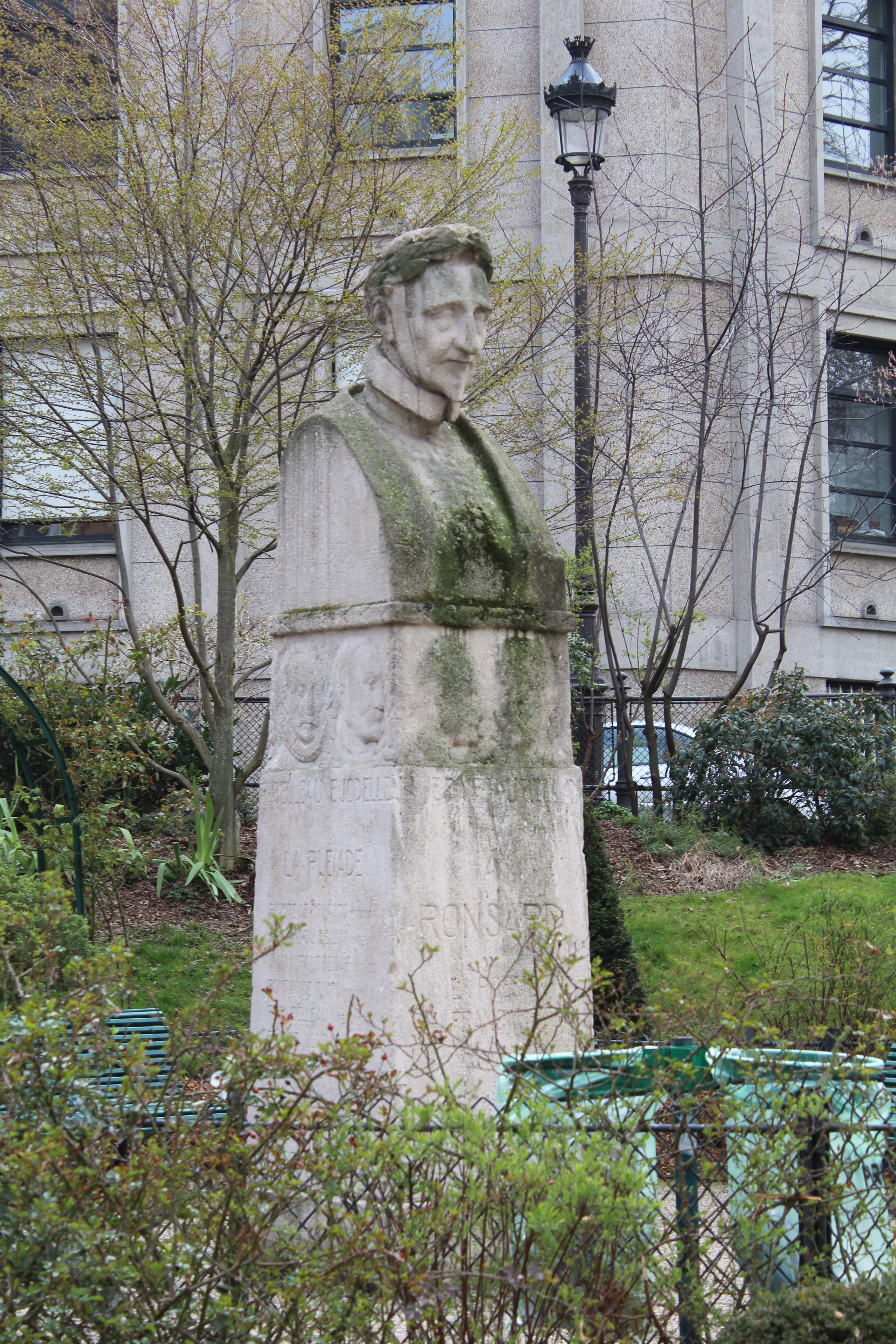
La statue de Pierre de Ronsard.
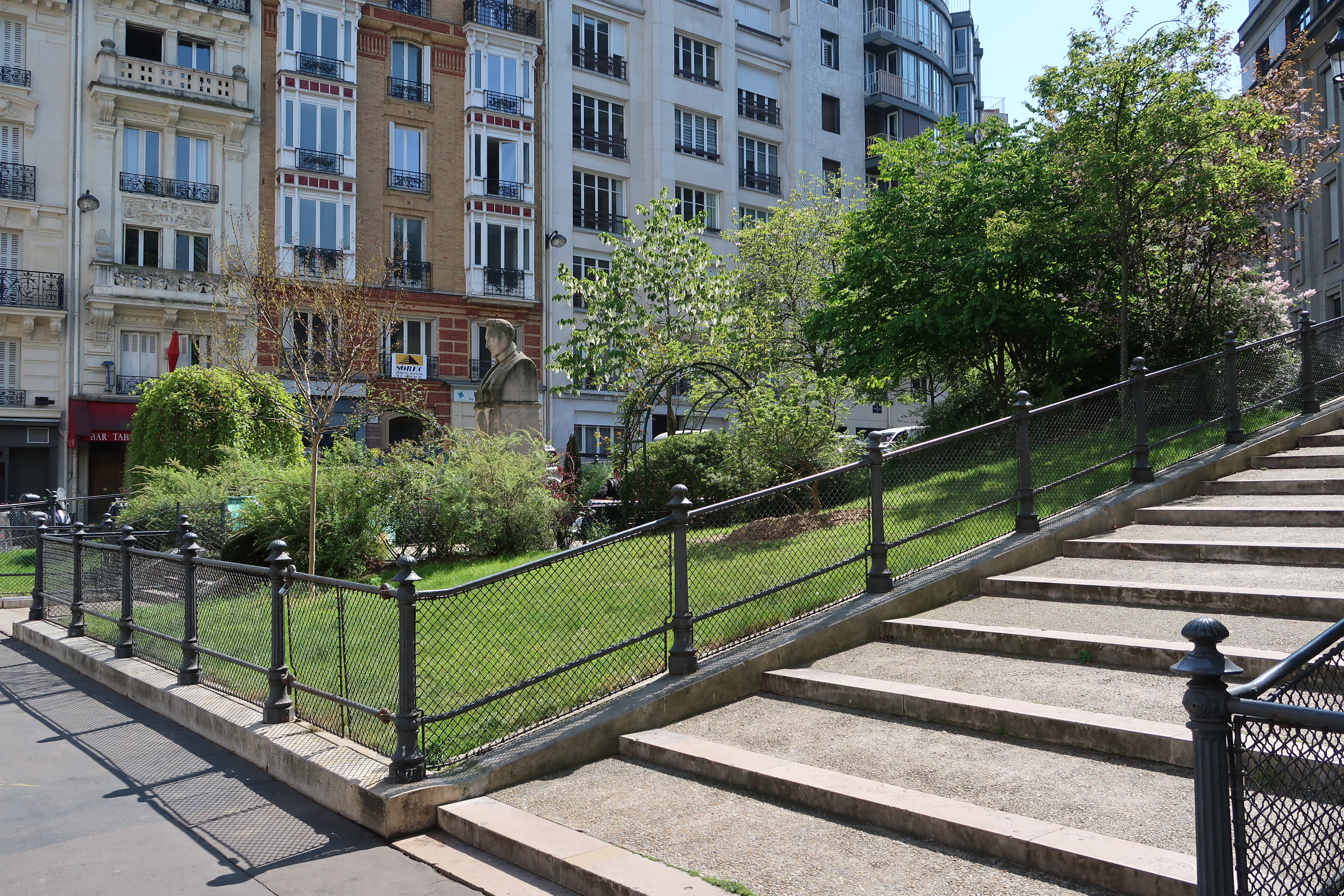
Partie latérale gauche du square, désormais dénommée square Yves-Coppens.
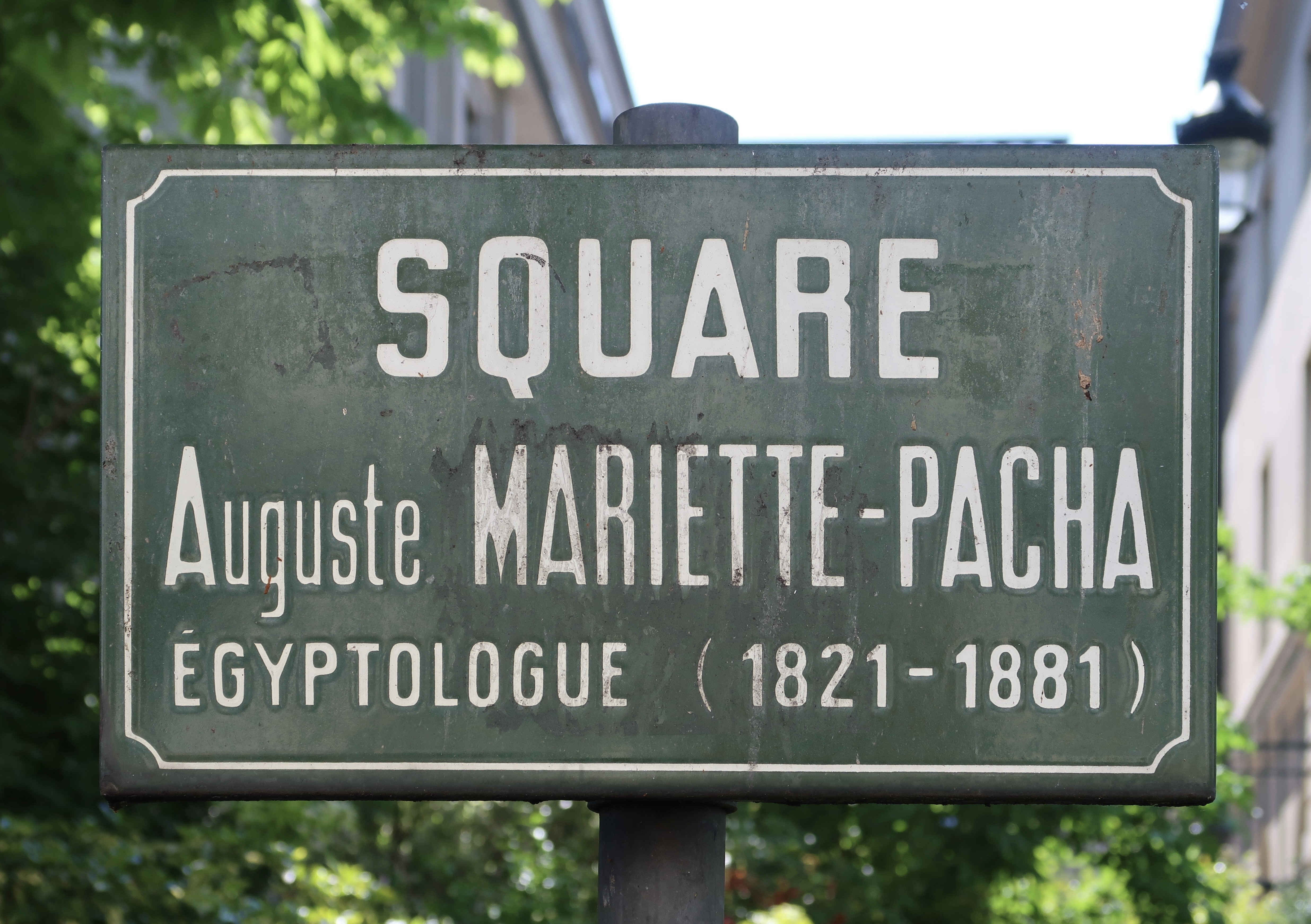
Plaque.